# シュテーグリッツ＝ツェーレンドルフ区
シュテーグリッツ＝ツェーレンドルフ区（シュテーグリッツ＝ツェーレンドルフく、ドイツ語: Bezirk Steglitz-Zehlendorf）はドイツの首都ベルリンの行政区である。区コードは06であり、人口は約31万人である。
今日では高級住宅街として知られ、区内は7地区に区分されている。ベルリンの南西部に位置し、ブランデンブルク州の州都ポツダムと接している。

## 地区
当区は2001年1月1日にベルリン行政改革の一環として、1920年の「大ベルリン」成立時からの行政区、旧シュテーグリッツ区（ランクヴィッツ地区、リヒターフェルデ地区、シュテーグリッツ地区）と旧ツェーレンドルフ区（ダーレム地区、ニコラスゼー地区、ヴァンゼー地区、ツェーレンドルフ地区）が合併し成立した。
| 地区番号 地区・区域 | 面積      | 人口 （2020年12月31日現在） | 人口密度     | 区内地図（地区の位置） |
| --- | --------- | --------------------------- | ------------ | ---------------------- |
| 0601 シュテーグリッツ - ズュートエンデ | 6.79 km²  | 75,578人                    | 11,131人/km² |                        |
| 0602 リヒターフェルデ - リヒターフェルデ西 (Lichterfelde West) - リヒターフェルデ東 (Lichterfelde Ost) - リヒターフェルデ南 (Lichterfelde Süd)  | 18.22 km² | 85,885人                    | 4,714人/km²  |                        |
| 0603 ランクヴィッツ | 6.99 km²  | 43,558人                    | 6,231人/km²  |                        |
| 0604 ツェーレンドルフ - デュッペル - シュラハテン湖 - シェーノウ - オンケル・トムス・ヒュッテ（小説『アンクル・トムの小屋』の名を冠した住宅地） | 18.83 km² | 54,328人                    | 2,885人/km²  |                        |
| 0605 ダーレム | 8.39 km²  | 16,916人                    | 2,016人/km²  |                        |
| 0606 ニコラスゼー - シュヴァーネンヴェルダー | 19.61 km² | 11,642人                    | 594人/km²    |                        |
| 0607 ヴァンゼー - コールハーゼンブリュック - シュタインシュテュッケン - ヘッケスホルン - アム・ザントヴェルダー - シュトルペ                    | 23.68 km² | 10,126人                    | 428人/km²    |                        |

## 地理、構成、人口

2010年のシュテーグリッツ＝ツェーレンドルフ区の人口ピラミッド

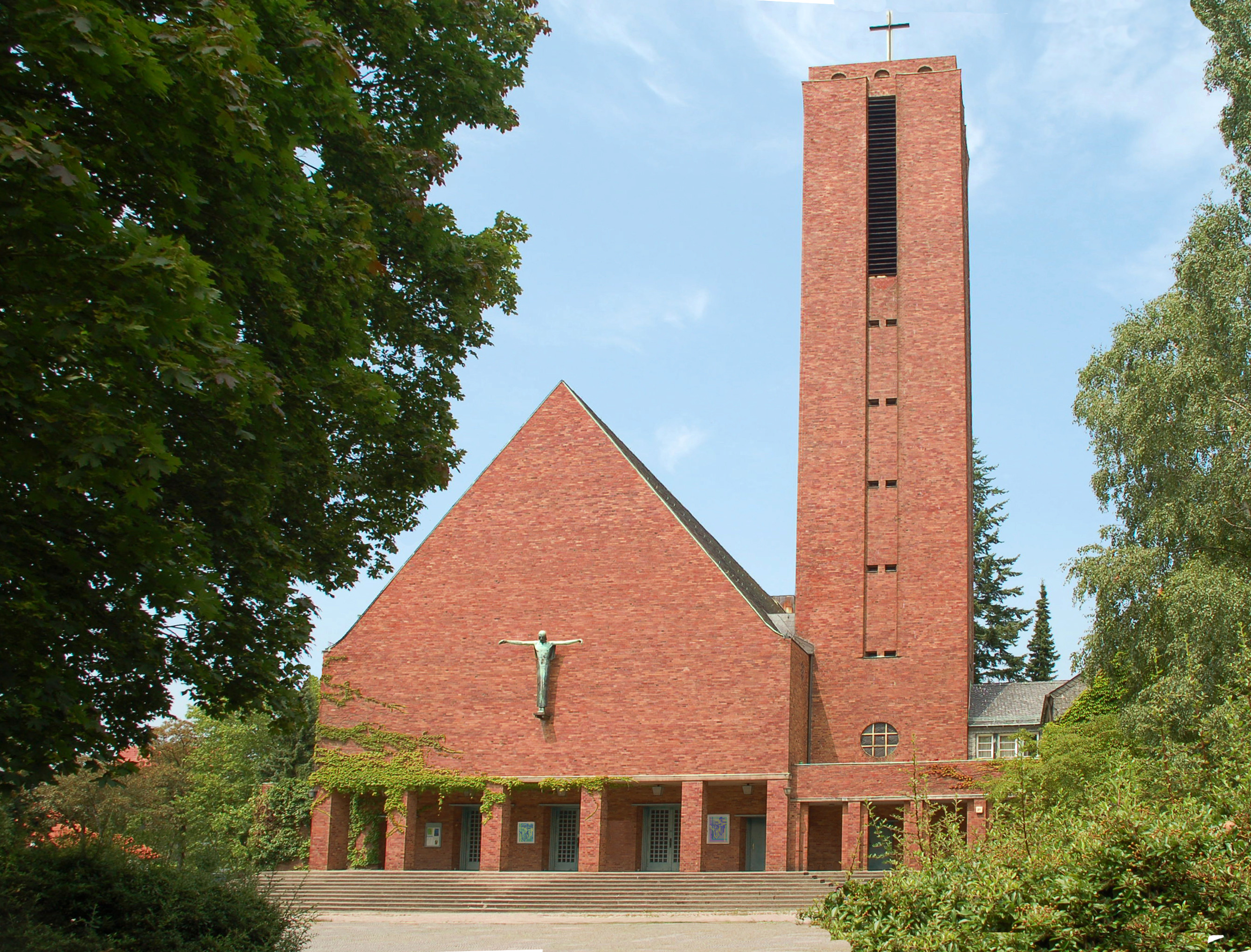
イエス＝キリスト＝教会 (ダーレム)、
反ナチ運動の告白教会の中心的存在であった同時に、クラシック音楽録音会場としても名高い。

当区には人々の憩う豊かな自然が広がり、また様々な住宅地区、商業地区がある。特に西部にはヴァンゼー (湖)、またグルーネヴァルト (森)南部にはクルメ・ランケ湖、シュラハテン湖があり、夏には多くの市民が訪れる。ダーレム地区には数多くの学術研究機関やベルリン自由大学がある。ツェーレンドルフ地区には様々な住宅地域、中心部には小売店が立ち並ぶ小区画がある。ダーレム南方のリヒターフェルデ地区にはグリュンダーツァイト期に建築された邸宅団地であるリヒターフェルデ邸宅団地があり、この地区の特徴となっている。また小売店集積地が数か所あるが、大きいものではない。加えて地区南部の一部には第二次世界大戦後にできた住宅地区がある（リヒターフェルデ南、Lichterfelde-Süd）。
その東のシュテーグリッツ地区は、前述のツェーレンドルフ地区やリヒターフェルデ地区と比べ都市化が進んでおり、中心部のシュロス通りはベルリン第2の繁華街となっている。南部のズュートエンデ区域にはかつて邸宅が立ち並らんでいたが、第二次世界大戦でその多くが破壊された。またリヒターフェルデにはベルリン＝ダーレム植物園・植物博物館がある。
人口分布は非常に差異が大きい。シュテーグリッツ地区とリヒターフェルデ地区に区民の約半数が居住している。
人口密度は、ベルリンの地区全体でもシュテーグリッツ地区では高く、これに対してヴァンゼー地区では低い。なおヴァンゼー地区は人口では区全体の約3%に過ぎないが、面積では最大であり、区全体の約4分の1を占める。
当区はベルリンの区の中で社会構造が最も高い。数々の邸宅地区を抱え、住民の平均収入は比較的高く、また失業率は2013年4月30日時点で10.1%と比較的低い。
ダーレム地区、ツェーレンドルフ地区の湖沼地帯や森林地帯、リヒターフェルデ西のリヒターフェルデ邸宅団地は、ベルリンでは中心街に次いで最も人気の高い住宅地に数えられている。
区民の平均年齢は2012年12月31日時点で46.1歳とベルリン市内で最高であり、高齢者の最も多い区である（参考にフリードリヒスハイン＝クロイツベルク区は平均年齢が37.3歳である）。

### 人口集団
本区は他の旧西ベルリンの区とは異なり、典型的な移民（の多い）区ではない。2012年12月31日時点の外国人の割合は11.6%である一方、移民の背景をもつ住民の割合は23.7%であった。ただし割合は地区ごとに異なる。区内の小学校全33校の内、7校では移民の背景を持つ子供の割合が40%を超えている。都市化地域であるシュテーグリッツ地区では、住民の30%近くが移民の背景を持ち、人口密度の低いヴァンゼー地区ではこれに対し17%である。大きな移民集団を構成するのは、ポーランド人、トルコ人、ユーゴスラヴィア人、アメリカ人、アラブ人であり、
この他にアフリカ（ガーナ、ナイジェリア）、アジア（中国、韓国、タイ）などの人々が代表的である。
| 移民の背景をもつ住民の割合（2012年）                                         | 移民の背景をもつ住民の割合（2012年） |
| ---------------------------------------------------------------------------- | ------------------------------------ |
| 移民の背景をもたないドイツ人                                                 | 76.6 % (229,318人)                   |
| 移民の背景をもつドイツ人または外国人                                         | 23.4 % 0(70,139人)                   |
| – ムスリムの移民背景（トルコ、アラブ連盟、イランなど）                       | 04.8 % (14,423人)                    |
| – ポーランドの移民背景                                                       | 3.2 % 0(9,572人)                     |
| – ユーゴスラヴィアの移民背景                                                 | 1.6 % 0(4,803人)                     |
| – アメリカの背景                                                             | 1.4 % 0(4,278人)                     |
| – その他（旧ソヴィエト連邦、アフリカ系ドイツ人、ギリシア人、東アジア人など） | 12.4 % (37,063人)                    |

## 見所と博物館・美術館

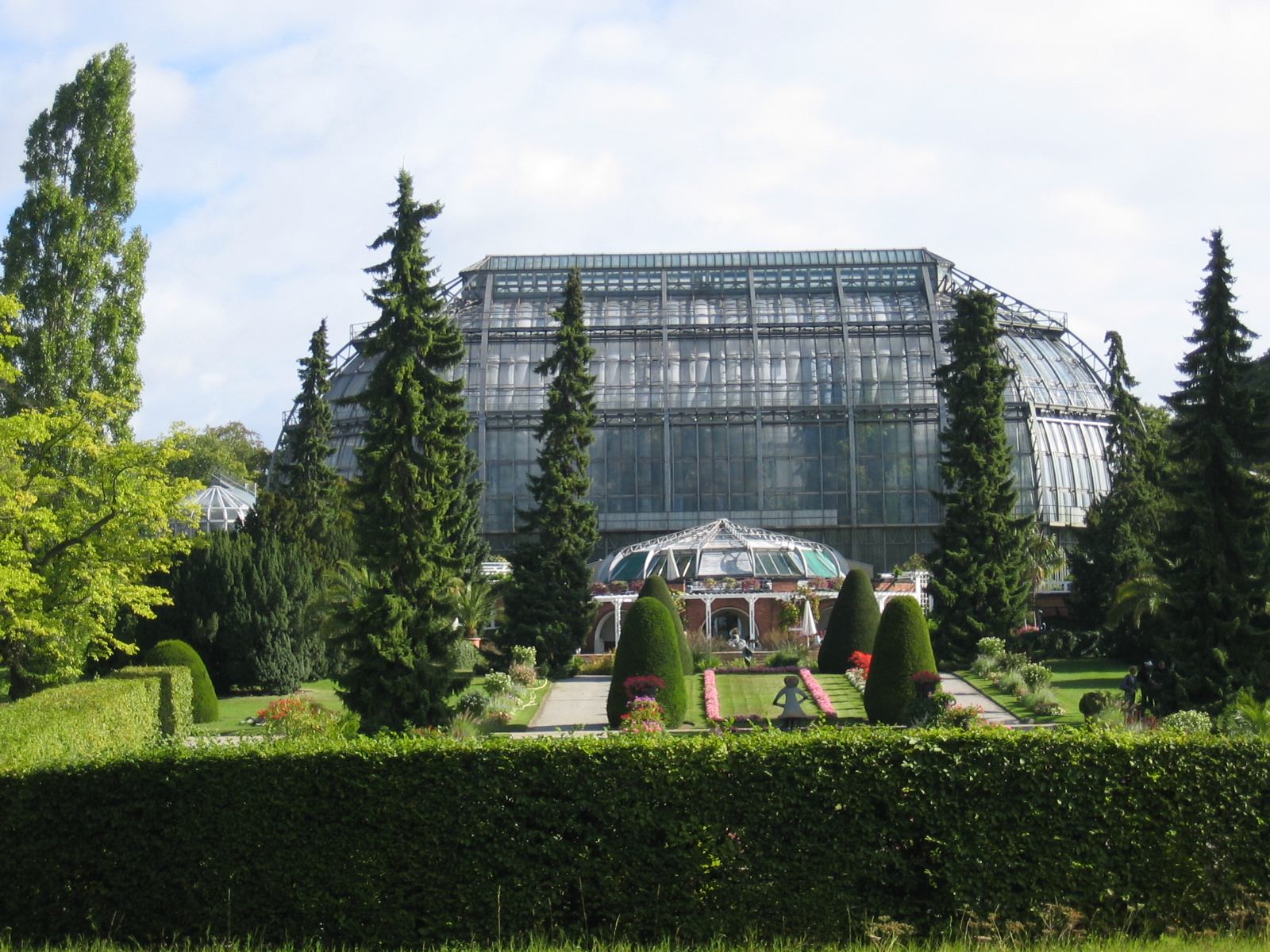
ベルリン＝ダーレム植物園・植物博物館

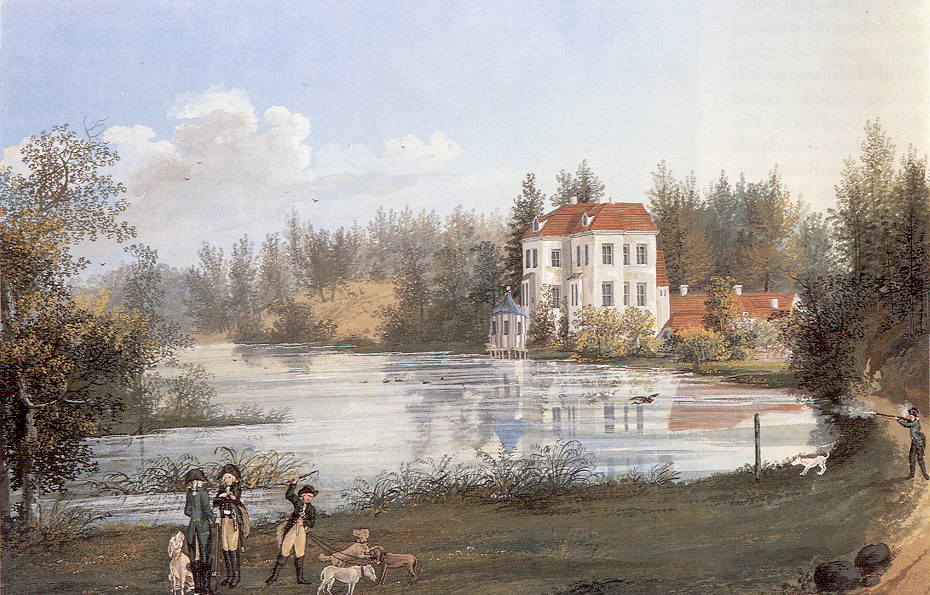
グルーネヴァルト狩猟宮殿（絵画）

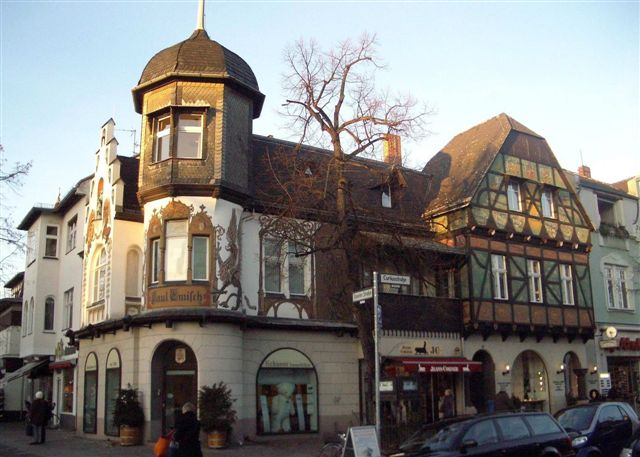
リヒターフェルデ邸宅団地にあるエミッシュ邸 (Haus Emisch)

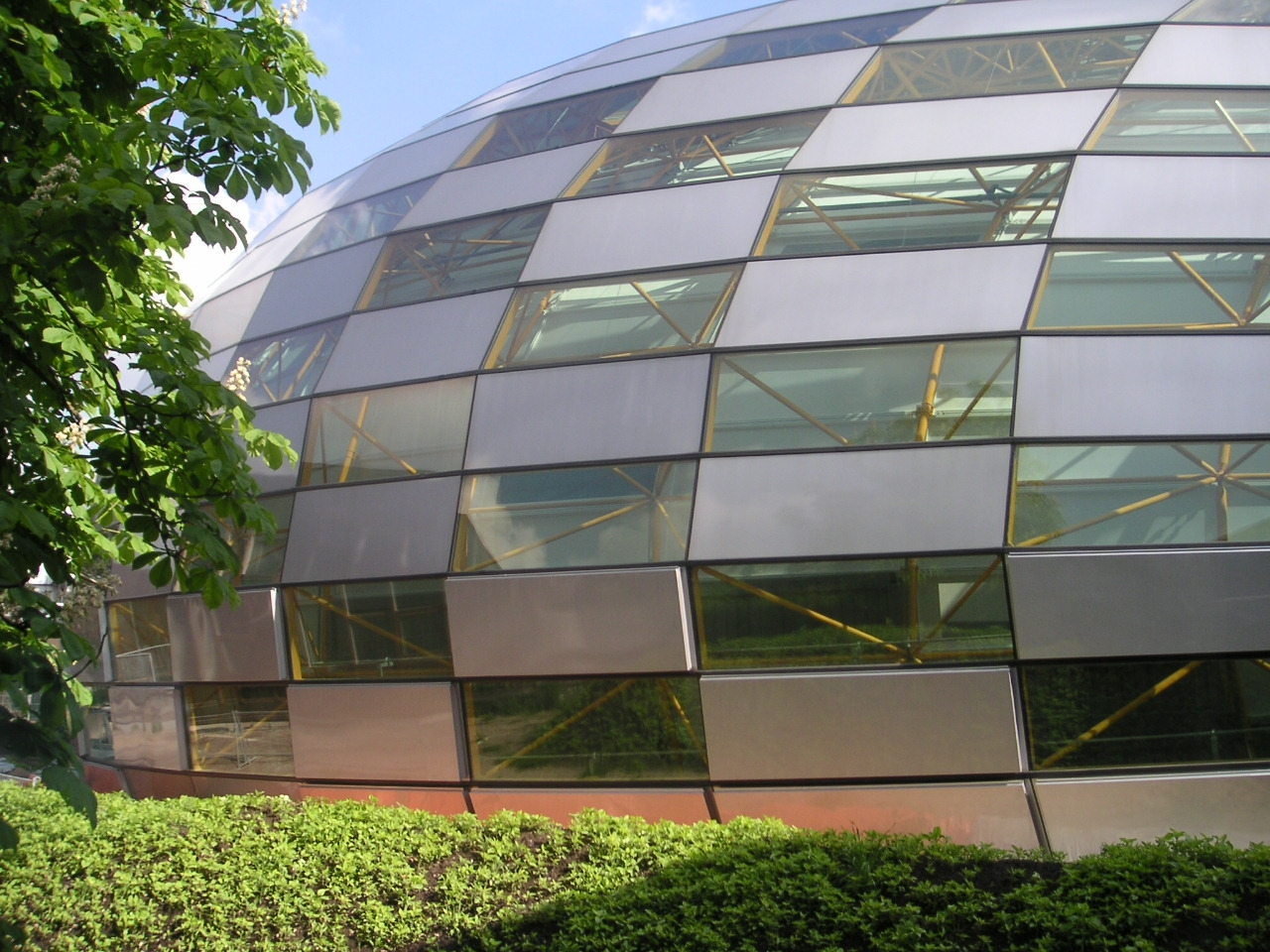
ベルリン自由大学：ノーマン・フォスター設計の文学・語学図書館

- ベルリン＝ダーレム植物園・植物博物館
- デュッペル博物館村（ドイツ語版）
- リヒターフェルデ邸宅団地（ドイツ語版）
- ヴァンゼー (湖)
- グリーニッケ宮殿（ドイツ語版）とグリーニッケ橋の宮殿庭園
- ベットヒャーベルク（ドイツ語版）のロッジア・アレクサンドラ（ドイツ語版）
- アルブレヒトのタール窯（ドイツ語版）
- コールハーゼンブリュック (ベルリン)（ドイツ語版）
- グルーネヴァルト狩猟宮殿（ドイツ語版）と絵画コレクション
- ベルリン・アジア芸術博物館（ドイツ語版）
- ベルリン・エネルギー博物館（ドイツ語版）
- ベルリン民族学博物館（ドイツ語版）
- ヨーロッパ文化博物館（ドイツ語版）
- ドメーネ・ダーレム（ドイツ語版）：農業史野外博物館
- ベルリン・ブリュッケ美術館（ドイツ語版）（ドイツ表現主義の芸術家グループ「ブリュッケ」の作品を展示）
- 連合国博物館（ドイツ語版）：冷戦下のベルリンの歴史
- シュテーグリッツ農園邸宅（ドイツ語版） （またはヴランゲル小宮殿、Wrangelschlösschen) と宮殿庭園劇場（ドイツ語版）（ミュージカル劇場）
- ヘルマン・エーラース（ドイツ語版）広場の「鏡の壁」(Spiegelwand am Hermann-Ehlers-Platz)
- シュラハテン湖学生村（ドイツ語版）（国家文化遺産、Nationales Kulturerbe）
- ベルリン自由大学の文学・語学図書館（ドイツ語版）（ノーマン・フォスター設計）
- 飛行の山（ドイツ語版）（オットー・リリエンタールが飛行実験を行った人工の丘）と記念碑

## 学術・研究機関
- ベルリン自由大学
- シャリテー＝大学医療・ベルリン（ベンジャミン・フランクリン・キャンパス）：フンボルト大学ベルリンとベルリン自由大学の各医学部による共同組織
- マックス・プランク協会の研究機関：
  - マックス・プランク協会所属フリッツ・ハーバー研究所
  - マックス・プランク教育研究所（ドイツ語版）
  - マックス・プランク分子遺伝学研究所（ドイツ語版）
  - マックス・プランク科学史研究所（ドイツ語版）
- 連邦素材研究・試験研究所（ドイツ語版）
- 連邦農業林業向け生物学研究所（ドイツ語版）
- ドイツ考古学研究所（ドイツ語版）
- ドイツ経済研究所（ドイツ語版）
- ベルリン・コンラート＝ツーゼ情報技術センター（ドイツ語版）
- プロイセン文化財枢密文書館（ドイツ語版）
- 博物館調査研究所（ドイツ語版）
- ベルリン・ヘルムホルツ資源エネルギーセンター（ドイツ語版）
- 現代オリエントセンター（ドイツ語版）
- ドイツ連邦公文書館＝ベルリン支所：ドイツ国、ドイツ民主共和国資料の中央公文書館
- ベルリン日独センター

## 政治

### 区議会
2006年からCDUと同盟90/緑の党は、区議会で得票共同体 (Zählgemeinschaft) を構成している。

### 占領期

ベルリンの４か国占領地区地図

今日の当区の全領域は、第二次世界大戦後、1945年から1990年まではアメリカ管理地区であった。この他にも旧テンペルホーフ区、旧シェーネベルク区、ノイケルン区、旧クロイツベルク区の区域も同様であった（図中、水色の部分）。詳細はベルリン#冷戦時代を参照。

### 区長
2001年からの歴代区長は以下である。合併前の旧シュテーグリッツ区と旧ツェーレンドルフ区の歴代区長は当該記事を参照。
- 2001年 - 2006年：ヘルベルト・ヴェーバー (Herbert Weber) (CDU)
- 2006年 - 2016年：ノルベルト・コップ（ドイツ語版） (CDU)
- 2016年 - ：ケルスティン・リヒター＝コトフスキー（ドイツ語版）  (CDU)

## 紋章

詳細はシュテーグリッツ＝ツェーレンドルフ区の紋章を参照。
当区の紋章は、名称の由来となったシュテーグリッツ地区とツェーレンドルフ地区のものが元になっている。その他の地区の紋章は考慮されなかった。当区の紋章はベルリンの行政区の紋章の構成に沿ったものである。1920年から2000年までの旧シュテーグリッツ区と旧ツェーレンドルフ区の紋章も、すでにプロイセン王国の村としての紋章が利用され、これにベルリン市の一部であることを示す城壁冠を加えたものであった。今日の紋章は、2003年3月25日にベルリン市政府から授与された。
紋章記述：「金地に、緑の地面から延びる黒の幹をもつ松の木が立ち、盾の下部には銀色の波型模様がある。盾の頂部には赤い爪と舌をもつ鷲の頭。盾の上部には赤く3つの塔がついた城壁冠があり、中ほどのものにはベルリンの紋章がつく」 。
松の木と盾の下部の波型模様は、ツェーレンドルフの紋章から採られたものであり、この地の豊かな森と水を表している。鷲の意匠はシュテーグリッツの紋章に由来し、城壁冠はベルリン全区の紋章に共通する意匠である。

## 姉妹都市
当区には以下の都市と姉妹都市協定を結んでいる。

### 国外
- キリアット・ビアリク（ドイツ語版）（イスラエル）1966年
- ブレンビー（ドイツ語版）（デンマーク）1968年
- カッシーノ（イタリア）1969年
- スデロット（イスラエル）1975年
- ロンネビー（ドイツ語版）（スウェーデン）1976年
- シルヴァーシュヴァーラド（ドイツ語版）（ハンガリー）1989年
- ハルキウ（ウクライナ）1990年
- カジミェジュ・ドルニー（ドイツ語版）、ポニャトヴァ（ドイツ語版）、ナウェンチュフ（英語版）（ポーランド）1993年
- ソホス（英語版）（ギリシア）1993年
- ズグロー（ドイツ語版）（ハンガリー・ブダペストの区）2008年
- 松坡区（韓国・ソウルの区）2013年

### 国内
- ボン＝バート・ゴーデスベルク（ドイツ語版）（ノルトライン＝ヴェストファーレン州）1962年
- ゲッティンゲン郡（ニーダーザクセン州）1962年
- ハン・ミュンデン（ニーダーザクセン州）1962年
- レンツブルク＝エッケルンフェルデ郡（ドイツ語版）（シュレースヴィヒ＝ホルシュタイン州）1964年
- ブレーマーハーフェン（ブレーメン州）1965年
- ネンタースハウゼン（ヘッセン州）1966年
- ハーゲン（ノルトライン＝ヴェストファーレン州）1967年
- ヴェスターヴァルト郡（ラインラント＝プファルツ州）1970年
- リューヒョウ＝ダネンベルク郡（ドイツ語版）（ニーダーザクセン州）1979年
- ケーニヒス・ヴスターハウゼン（ドイツ語版）（ブランデンブルク州）1988年

### その他の協力関係
- 東プロイセン同郷会（ドイツ語版）（追放者連盟の一つ）1955年10月
- 連邦国防省警備大隊第2中隊　1997年5月
- 「第12高射砲連隊」ベルリン＝南西予備役軍人会 (Reservistenkameradschaft Berlin-Südwest „Flakregiment 12“) 1997年